# انترسبوتنيك
منظمة إنترسبوتنيك الدولية للاتصالات الفضائية ، والمعروفة باسم "إنترسبوتنيك" ، هي منظمة دولية لخدمات الاتصالات عبر الأقمار الصناعية تأسست في 15 نوفمبر 1971، في موسكو من قبل الاتحاد السوفيتي إلى جانب مجموعة من ثماني دول اشتراكية سابقًا ( بولندا ، تشيكوسلوفاكيا ، ألمانيا الشرقية ، المجر). ورومانيا وبلغاريا ومنغوليا وكوبا ).
وكان الهدف ولا يزال هو التطوير والاستخدام المشترك لأقمار الاتصالات . تم إنشاؤه كرد من الكتلة الشرقية على منظمة إنتلسات الغربية. اعتبارًا من عام 2008، تضم المنظمة 25 دولة عضو، من بينها جمهورية ألمانيا الاتحادية باعتبارها الخلف القانوني لجمهورية ألمانيا الديمقراطية .
تعتبر إنترسبوتنيك في الوقت الحاضر منظمة تجارية. وهي تشغل 12 قمرا صناعيا في المدار و41 جهاز إرسال واستقبال . في يونيو 1997، أنشأت إنترسبوتنيك مشروعًا مشتركًا لشركة لوكهيد مارتن إنترسبوتنيك (LMI) مع شركة لوكهيد مارتن ، التي قامت ببناء وتشغيل الأقمار الصناعية التي تحمل نفس الاسم. في سبتمبر 2006، استحوذت شركة لوكهيد مارتن إنترسبوتنيك على شركة آسيا للبث الفضائي (ABS).

## الدول الأعضاء
- أفغانستان[2]
- أذربيجان
- بيلاروس
- بلغاريا
- كمبوديا
- كوبا
- جمهورية التشيك
- جورجيا
- المجر
- الهند
- كازاخستان
- قرغيزستان
- لاوس
- منغوليا
- نيكاراغوا
- كوريا الشمالية
- بولندا
- رومانيا
- روسيا
- سوريا
- طاجيكستان
- تركمانستان
- أوكرانيا
- فيتنام
- اليمن